# 荻谷忠男
荻谷 忠男（おぎや ただお、1944年11月14日- ）は、日本の経営者。北海道テレビ放送社長、会長を務めた。茨城県出身。

## 来歴・人物
1969年に東京大学教養学部を卒業。千代田生命、朝日新聞社での勤務を経て、2002年6月に北海道テレビ放送常務に就任し、2004年6月に専務を経て、2005年6月に社長に就任。2011年6月に会長に就任。2008年6月にはテレビ朝日監査役に就任。